# Haydée Vallino de Lemos
Haydée Vallino de Lemos (Buenos Aires, 27 d'agost de 1919 - íd., 23 de juliol de 2020) va ser una activista dels drets humans a l'Argentina, una de les dotze fundadores de l'Associació Àvies de la Plaza de Mayo.

## Biografia
El 1976, durant la dictadura militar autodenominada Procés de Reorganització Nacional (1976-1983) va ser segrestada-desapareguda la seva filla Mónica María Lemos, que estava embarassada de vuit mesos, i el seu marit, Gustavo Lavalle. Amb ells també van segrestar la seva filla de catorze mesos, María, que va ser reintegrada als seus familiars poc després.

Durant molts mesos Haydée Vallino va buscar les seves familiars, sola i sense suports. Al començament de 1977 va integrar el primer grup de mares i familiars que es van començar a reunir a la Plaça de Mayo, que després va ser conegut com a Associació Mares de la Plaza de Mayo i de la qual va ser una de les seves catorze fundadores.
| « | Vaig començar a anar al Ministeri de l'Interior. Allà vaig conèixer una dona que em va dir: "Per què no ve dijous a la Plaça de Mayo? Porti un petit clau; així és com la reconeixeran". Així que vaig anar-hi, i em vaig asseure en un banc; el meu marit es va asseure una mica més apartat. Tenia el petit clau a la mà. I vaig veure que els altres també en duien, i així va ser com les vaig conèixer. En una de les demostracions, una dona va començar a explicar-me la seva història i quan va descobrir que jo tenia una filla embarassada desapareguda, va agafar una llibreta i em va apuntar a la llista. Ella també tenia una filla embarassada desapareguda. A la plaça ens passàvem secretament notes sobre on hauríem de reunir-nos. Ens reuníem en esglésies..., a casa meva, a casa de la meva germana... La meva germana vivia al pis dotzè i no volíem agafar l'ascensor per no fer soroll. Érem molt poques i la reunió es feia en una hora en què l'encarregat de l'edifici estava dormint. Així que anàvem de puntetes fins al pis dotzè. I aleshores, quin moment! Quan estàvem juntes discutíem sobre a qui enviar cartes. Ajuntàvem firmes. Proposàvem coses. Cada reunió era més gran que l'anterior. Érem simples mestresses de casa. La majoria de nosaltres mai no havia fet res fora de casa seva. Jo ni tan sols sabia com agafar un autobús tota sola. No estava acostumada a sortir de casa sense el meu marit. Fins i tot ara penso que no podia haver fet les coses que vaig arribar a fer. | » |

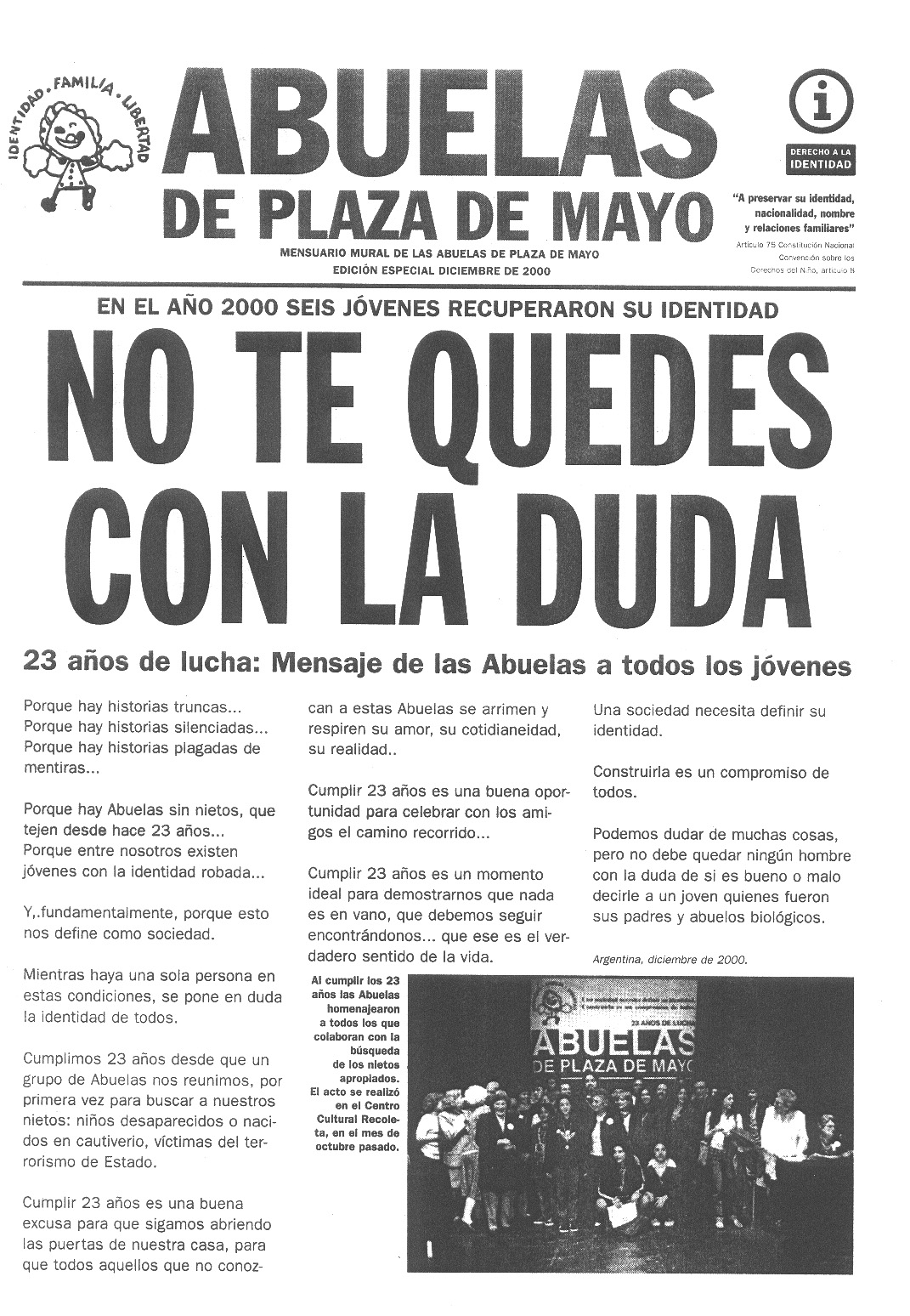
Publicació mensual de l'associació, desembre de 2000

A l'octubre de 1977 va rebre la invitació d'Alicia Zubasnabar de De la Cuadra, «Licha», també participant de les rondes de les Mares, per a formar un grup especial d'àvies que buscaven els seus néts desapareguts. Va ser també una de les dotze dones fundadores d'Àvies de la Plaza de Mayo.
Haydée Vallino de Lemos va saber que la seva filla havia tingut una nena anomenada María José i va descobrir que la criatura havia estat lliurada a una dona policia. El 1987, ja retornada la democràcia, el jutge Juan Maria Ramos Padilla va ordenar la restitució de María José Lavalle Lemos a la seva àvia. Es tractava de la segona restitució ordenada per la justícia argentina. Tant María José com la seva àvia van continuar actuant en els organismes de drets humans.

## Àvies de la Plaza de Mayo
El cop d'estat del 24 de març de 1976 va establir un règim terrorista que va tenir com a eix la desaparició forçada dels opositors i la imposició d'un clima de terror destinat a evitar qualsevol reclamació; el sol fet de preguntar pel parador d'un familiar detingut-desaparegut era arriscat i podia comportar-ne la detenció-desaparició. En aquest moment la situació d'indefensió i impotència dels familiars de les persones desaparegudes era extrema, ja que cap democràcia del món, ni l'Església catòlica, de gran influència al país, o les organitzacions internacionals humanitàries, estava disposada a condemnar les atrocitats comeses pel règim militar i, per contra, en alguns casos cooperaven amb la repressió il·legal. Tampoc era possible recórrer al sistema judicial, ja que els jutges argentins rebutjaven sistemàticament els recursos d'habeas corpus. En aquestes condicions un grup de mares, pares i familiars dels desapareguts van iniciar un moviment de resistència no violenta, que esdevindria històric. La proposta va sorgir d'Azucena Villaflor, després desapareguda i assassinada per la dictadura:
| « | Hem d'anar directament a la Plaça de Mayo i quedar-nos-hi fins que ens donin una resposta. | » |

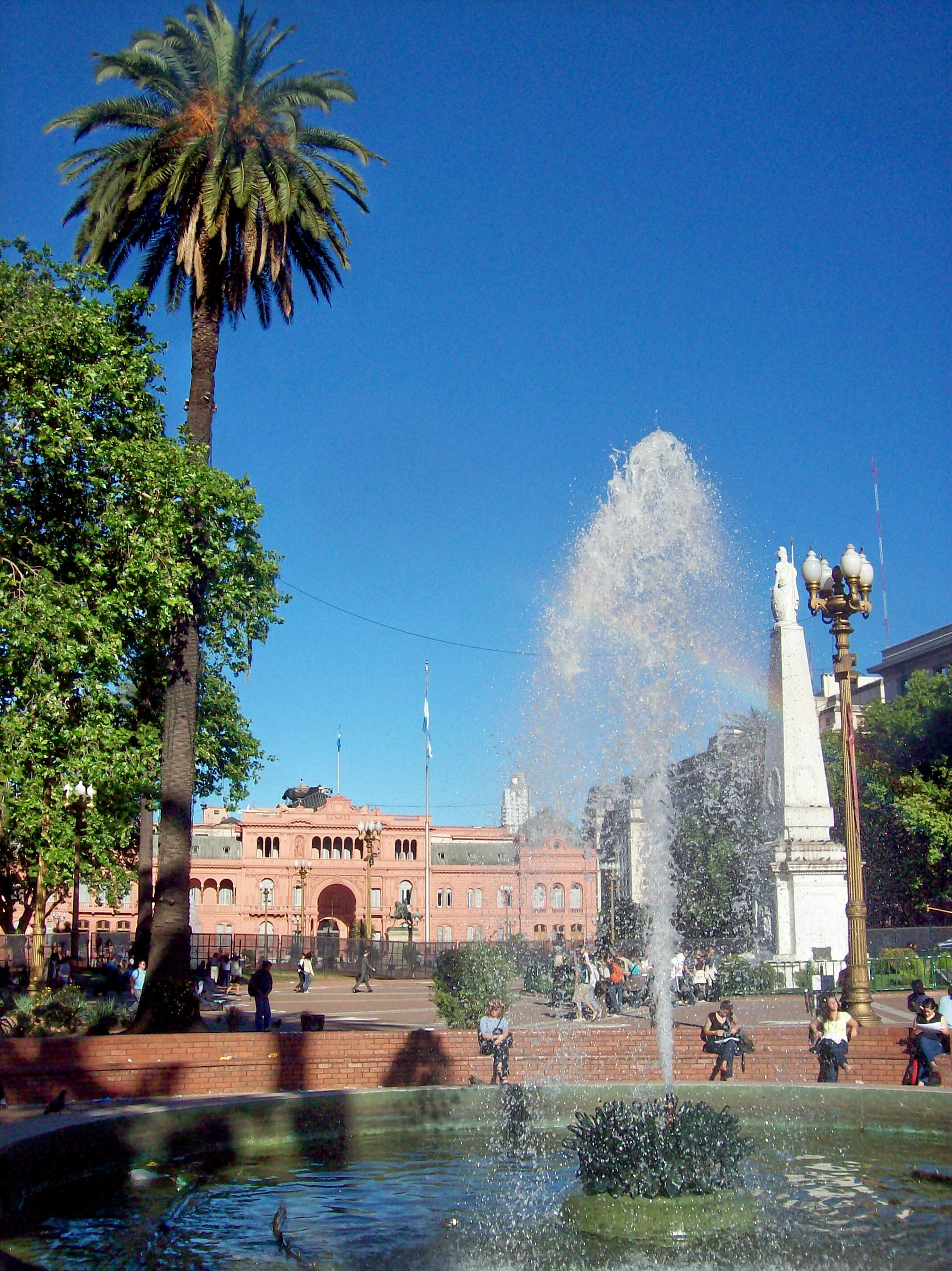
Piràmide de la Plaça de Mayo. Al fons la Casa Rosada

El 30 d'abril de 1977 van començar a marxar cada dijous al voltant de la Piràmide de Mayo, a la plaça del mateix nom, situada davant de la casa de govern. Per a cridar l'atenció les dones van decidir cobrir-se el cabell amb un mocador de tela blanc. El grup va rebre ràpidament el nom de Madres de la Plaza de Mayo i per la seva sola presència va començar a exercir pressió nacional i internacional sobre la destinació de les persones que desapareixien a l'Argentina. Inicialment el règim militar va intentar explicar la presència d'aquestes persones caminant al voltant de la piràmide, sostenint que es tractava de «boges». Entre aquestes mares-àvies hi havia Alicia Zubasnabar de De la Cuadra, «Licha», que havia començat a participar en les rondes al setembre de 1977, juntament amb el seu marit i Hebe de Bonafini.

En aquells dies, María Isabel Chorobik de Mariani ja havia començat a buscar altres mares de desapareguts que, com ella, també estiguessin buscant els seus nets. Chorobik havia estat impulsada a agrupar-se amb altres àvies per Lídia Pegenaute, una advocada que exercia com a assessora de menors en els tribunals de La Plata, on aquella intentava infructuosament de trobar alguna solució per al seu cas. La doctora Pegenaute va protagonitzar una de les escasses situacions en què algun funcionari o funcionària del poder judicial va col·laborar genuïnament amb els familiars de desapareguts. En el segon semestre de 1977 Chorobik va anar a buscar a De la Cuadra a casa seva, a La Plata:
| « | El dia que vaig conèixer l'Alícia ella duia una bata de color de rosa i estava endreçant casa seva. Ens vam posar a parlar i vam perdre la noció del temps. Aquell dia vaig començar a descobrir el que realment estava passant, i a entendre que la cerca s'havia de fer d'una altra manera, que no n'hi havia un, de nen desaparegut, sinó com a mínim dos. I si n'hi havia dos, quants més podrien ser? Per primera vegada vaig tenir l'horrorosa sensació que no trobàvem els nens perquè no ens els volien tornar. | » |

Aquest dia María Isabel Mariani i Alicia de De la Cuadra van prendre la decisió d'agrupar-se com a àvies i aquesta va convocar a aquelles que coneixia de les rondes dels dijous a la Plaça de Mayo.
| « | Licha (Alicia de De la Cuadra) va buscar les altres àvies que ja coneixia de la Plaça de Mayo, ens vam reunir i vam decidir començar a treballar juntes. Érem 12 en aquell moment. A mi em va sorprendre veure-les amb tanta serenitat; jo era un parrac, un plor continu, les veia a elles tan serenes i em deiaː 'he de ser com elles'. Primer ens vam donar a conèixer com a Àvies Argentines amb Nets Petits Desapareguts. Però vam anar creixent, la gent va començar a conèixer-nos i a anomenar-nos les "Àvies de la Plaça de Mayo". (Chicha Mariani) | » |

Les dotze mares-àvies fundadores van ser: María Isabel Chorobik de Mariani, Beatriz H. C. Aicardi de Neuhaus, Eva Márquez de Castillo Barrios, Alicia Zubasnabar de De la Cuadra, Vilma Delinda Sesarego de Gutiérrez, Mirta Acuña de Baravalle, Haydée Vallino de Lemos, Leontina Puebla de Pérez, Delia Giovanola de Califano, Raquel Radio de Marizcurrena, Clara Jurado i María Eugenia Casinelli de García Iruretagoyena. Licha Zubasnabar en va ser la seva primera presidenta. Inicialment van adoptar el nom d'Àvies Argentines amb Nets Petits Desapareguts, però el 1980 van acabar organitzant-se legalment amb la denominació per la qual ja eren públicament reconegudes, Àvies de la Plaça de Mayo.
Aquest subgrup de Les Mares va comprendre que la situació dels nens segrestats per les forces de seguretat era diferent de la dels seus pares, i que es requerien estratègies i metodologies específiques per a recuperar-los. «Buscar als seus nets sense oblidar els seus fills» va ser la consigna que les va agrupar.
Durant la dictadura militar i malgrat els riscos, les Àvies de la Plaça de Mayo van iniciar una tasca detectivesca per a localitzar els seus nets, sense abandonar la cerca dels seus fills, alhora que van emprendre una acció de sensibilització nacional i internacional sobre els nens desapareguts i el robatori de bebès. Una vegada recuperada la democràcia el 10 de desembre de 1983, les Àvies van promoure la utilització dels últims avançaments genètics per a establir un sistema d'identificació dels nets apropiats, sense antecedents en el món, i van pressionar perquè l'Estat jutgés els responsables dels segrestos dels nens, considerant-ho com a part d'un pla repressiu.